# Batak Point
Batak Point är en udde i Antarktis. Den ligger i Sydshetlandsöarna. Argentina, Chile och Storbritannien gör anspråk på området.
Terrängen inåt land är huvudsakligen bergig, men åt sydväst är den platt. Havet är nära Batak Point åt sydväst. Trakten är obefolkad. Det finns inga samhällen i närheten. 